# Moodie Island
Moodie Island ist eine unbewohnte Insel in der Qikiqtaaluk-Region des kanadischen Territoriums Nunavut.
Sie gehört zur Inselgruppe der Lemieux Islands, die am Eingang zum Cumberland Sound vor der Ostküste der Baffininsel liegen. Von dieser ist sie durch den Littlecote Channel im Westen und die Neptune Bay im Südosten getrennt. Nur knapp 300 m westlich von Moodie Island liegt Ugjuk Island, direkt östlich Jackson Island. Moodie Island ist durch mehrere Fjorde, die im Norden und Osten tief ins Innere der Insel reichen, stark gegliedert. Seine Fläche beträgt 233 km². Der höchste Punkt liegt 715 m über dem Meeresspiegel.
In den Gewässern um Moodie Island sind häufig Ringelrobben anzutreffen.
Die Insel wurde 1945 nach Superintendent John Douglas Moodie (1849–1947) der Royal Canadian Mounted Police benannt, der im frühen 20. Jahrhundert Gouverneur des Hudson Bay Distrikts war.